# Saint-Paul-en-Pareds
Saint-Paul-en-Pareds è un comune francese di 1 201 abitanti situato nel dipartimento della Vandea nella regione dei Paesi della Loira.

## Società

### Evoluzione demografica
Abitanti censiti